# Hymenodiscus
Genre
Hymenodiscus est un genre d'étoile de mer abyssales de la famille des Brisingidae.

## Liste des espèces
Selon World Register of Marine Species (19 janvier 2015) :
- Hymenodiscus agassizi (Perrier, 1882)
- Hymenodiscus aotearoa (McKnight, 1973)
- Hymenodiscus armillata (Sladen, 1889)
- Hymenodiscus beringiana (Korovchinsky, 1976)
- Hymenodiscus coronata (Sars G.O., 1872)
- Hymenodiscus distincta (Sladen, 1889)
- Hymenodiscus exilis (Fisher, 1905)
- Hymenodiscus fragilis (Fisher, 1906)
- Hymenodiscus membranacea (Sladen, 1889)
- Hymenodiscus monacantha (H.L. Clark, 1920)
- Hymenodiscus ochotensis (Djakonov, 1950)
- Hymenodiscus pannychia (Fisher, 1928)
- Hymenodiscus pusilla (Fisher, 1917)
- Hymenodiscus submembranacea (Döderlein, 1927)
- Hymenodiscus tenella (Luwig, 1905)
- Hymenodiscus verticellata (Sladen, 1889)

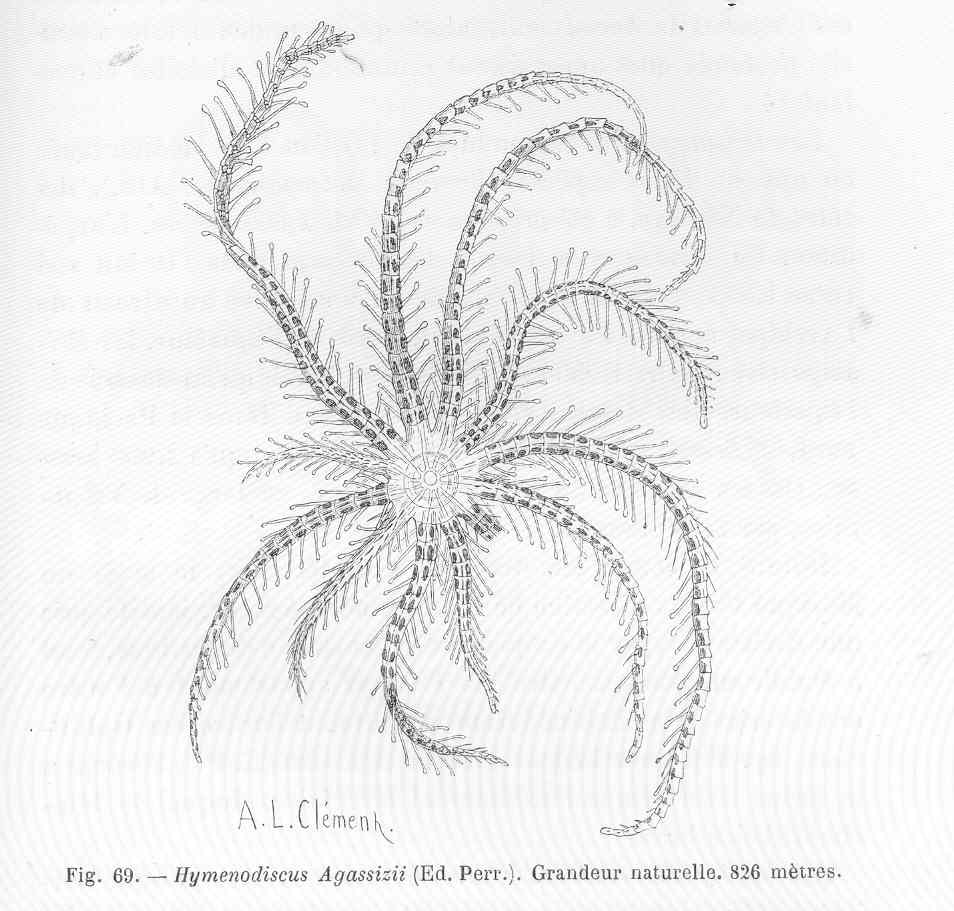
Hymenodiscus agassizi.
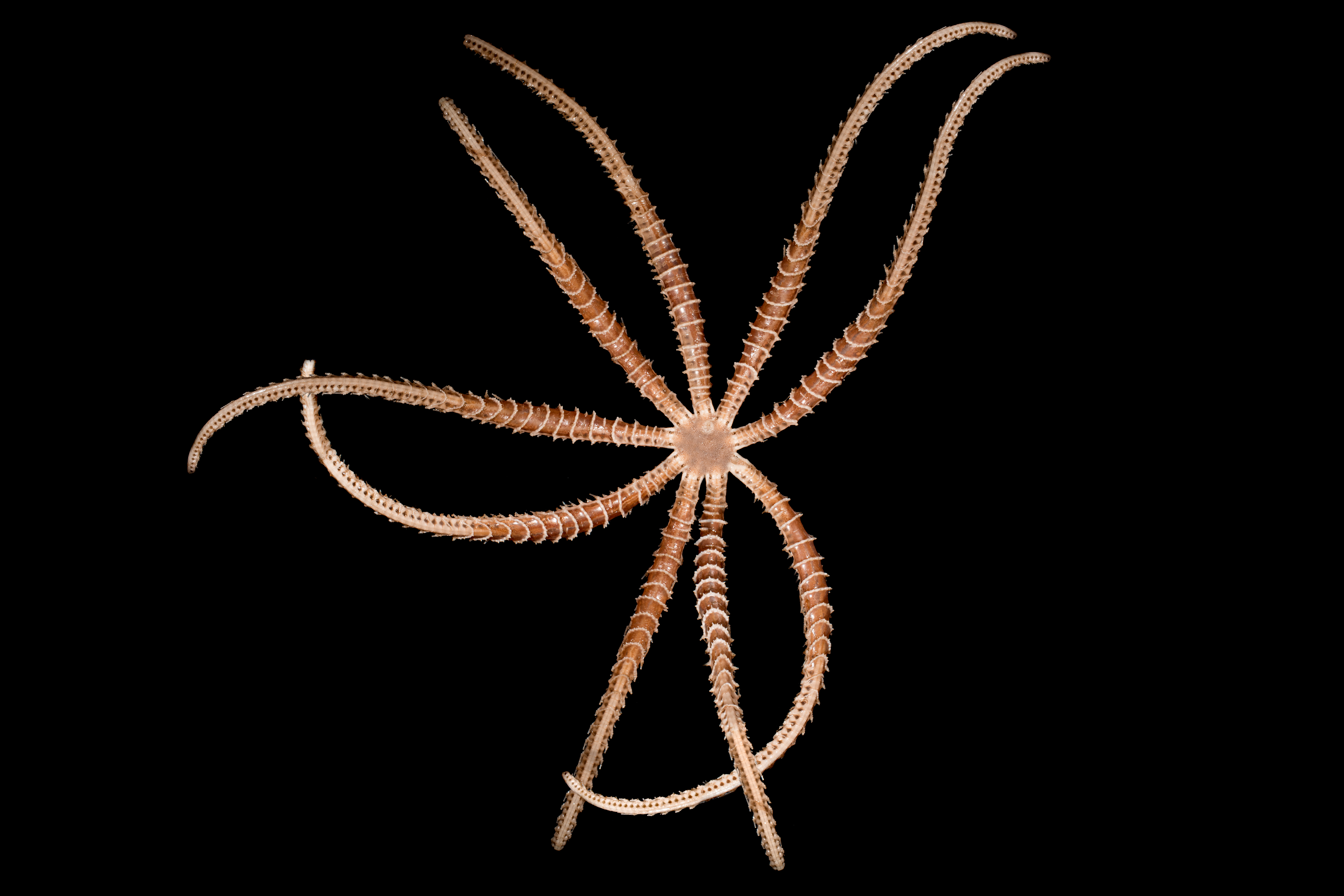
Hymenodiscus coronata.